# Istoria Kuweitului

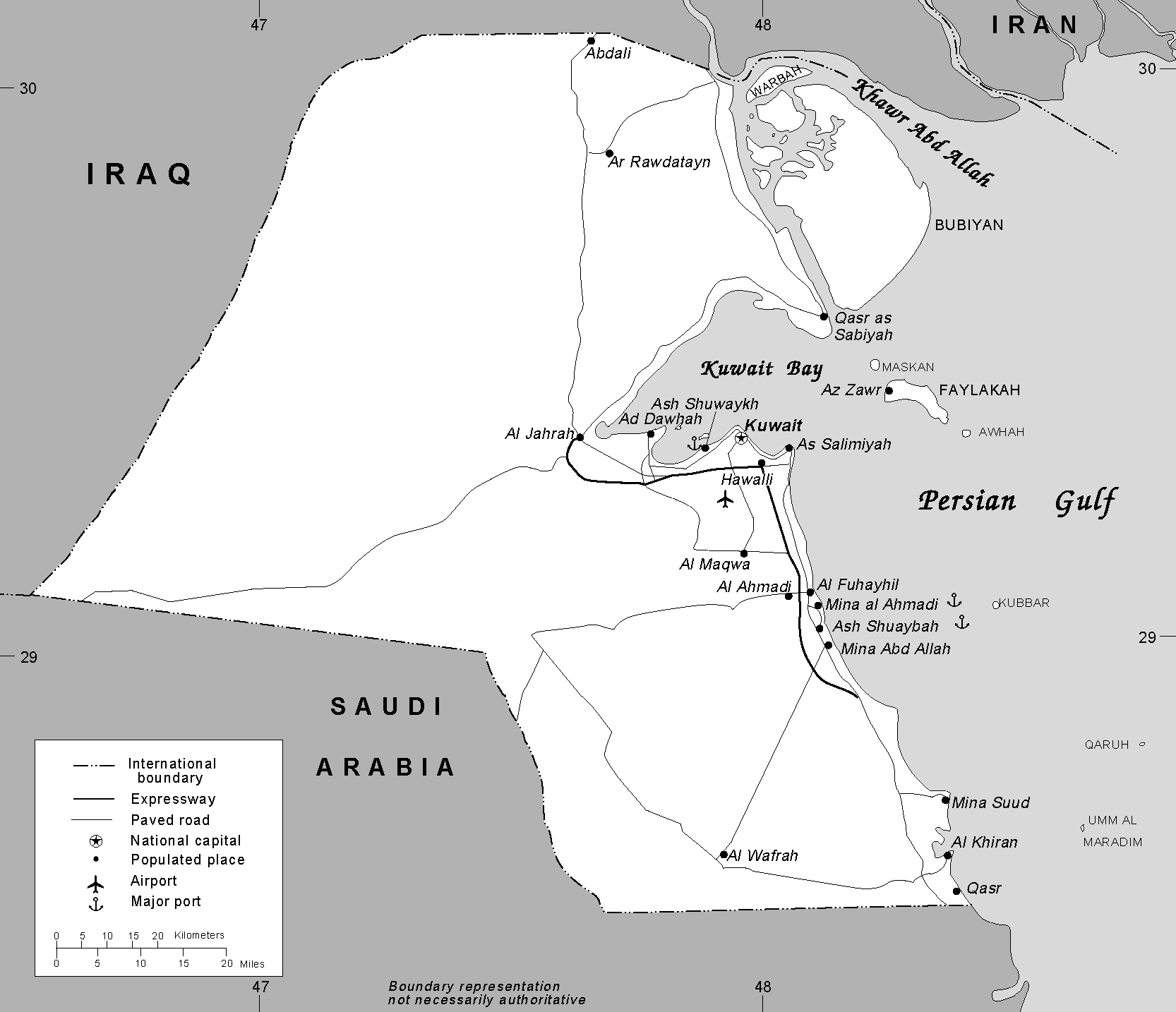
Harta Kuweitului

Luat în stăpânire de arabi în secolul al VII-lea, teritoriul Kuweitului iese din anonimat în secolul 18, o dată cu imigrarea unor triburi  arabe din Nejd și crearea de către As Sabbah habu Abdullah (întemeietorul în 1756 al actualei  dinastii) a unui emirat vasal Imperiului Otoman, cu centrul în portul Kuweit, important punct comercial și strategic la Golful Persic.
Influența engleză, devenită predominantă în a doua jumătate a secolului XIX, atrage după sine impunerea de facto în 1899 a unui protectorat britanic, devenit oficial în 1914, la izbucnirea primului război mondial. Tratate de deliminare a frontierei sunt semnate cu Arabia Saudită (1922) și Iraq 1923. Până la descoperirea  primelor zăcăminte de petrol în 1938 și exploatarea după al doilea război mondial (2 milioane tone  - 1947, 54  milioane tone - 1955), principala bogăție rămâne pescuitul perlelor din regiunea Golfului Persic  și păstoritul seminomad, Kuweitul fiind o țară primitivă, semifeudală și săracă.
La 9 iunie 1961 Kuweitul își proclamă independența ca monarhie absolută. Irakul vecin refuză să recunoască statul Kuweit, afirmând că teritoriul acestuia este o parte a provinciei iraqiene Bastra, inclusă până în 1918 în Imperiul Otoman. Stăpân peste 1/5 din rezervele mondiale de țiței, devenit unul dintre marii exportatori de aur negru, Kuweitul ajunge peste noapte una dintre cele mai bogate țări din lume, care cunoaște un rapid proces de modernizare. Prin Oficiul de Investiții al Kuweitului , o mare parte a capitalului autohton este plasat în firme din Europa Occidentală, astfel încât din anii '80 renta financiară a ajuns s-o depășească pe cea petrolieră.
Kuweitul nu este parte combatantă în confruntările arabo-israeliene de după 1948. În conflictul dintre Irak și Iran (1980- 1988), Kuweitul sprijină financiar efortul de război irakian. La 2 august 1990, Kuweitul este invadat de trupe iraqiene ale președintelui  Saddam Hussein și transformat, la 9 august 1990 în cea de a 19 -a provincie a Iraqului, în pofida condamnării acestui act de către marile puteri și ONU. În următoarele 7 luni Kuweitul cunoaște un dur regim de ocupație.